# Chamberet
Chamberet – miejscowość i gmina we Francji, w regionie Nowa Akwitania, w departamencie Corrèze.
Według danych na rok 1990 gminę zamieszkiwało 1376 osób, a gęstość zaludnienia wynosiła 20 osób/km² (wśród 747 gmin Limousin Chamberet plasuje się na 81. miejscu pod względem liczby ludności, natomiast pod względem powierzchni na miejscu 11.).

## Populacja

Populacja Chamberet w latach 1962–2008